# Meilan
Meilan är ett stadsdistrikt i provinshuvudstaden Haikou i Hainan-provinsen i sydligaste Kina.